# Stortjärnen (Sorsele socken, Lappland, 724532-158018)
Stortjärnen är en sjö i Sorsele kommun i Lappland och ingår i Umeälvens huvudavrinningsområde. Sjön har en area på 0,161 kvadratkilometer och ligger 379,3 meter över havet. Sjön avvattnas av vattendraget Käringträskbäcken.

## Delavrinningsområde
Stortjärnen ingår i det delavrinningsområde (724341-158018) som SMHI kallar för Mynnar i Bredselet. Medelhöjden är 413 meter över havet och ytan är 17,54 kvadratkilometer. Det finns inga avrinningsområden uppströms utan avrinningsområdet är högsta punkten. Käringträskbäcken som avvattnar avrinningsområdet har biflödesordning 3, vilket innebär att vattnet flödar genom totalt 3 vattendrag innan det når havet efter 261 kilometer. Avrinningsområdet består mestadels av skog (81 procent) och sankmarker (11 procent). Avrinningsområdet har 0,52 kvadratkilometer vattenytor vilket ger det en sjöprocent på 3 procent.